# Cian (mitología)

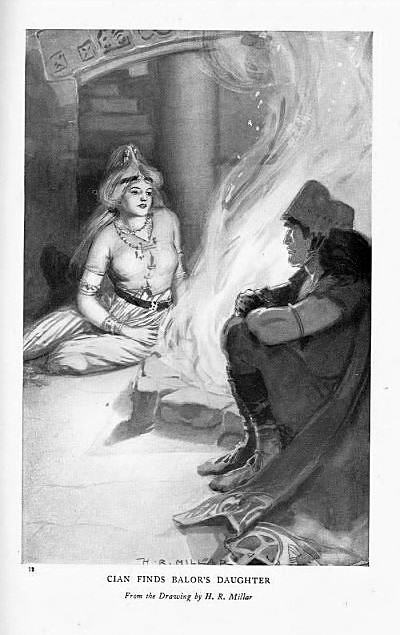
"Cian encuentra a la hija de Balor", dibujo de H.R. Millar, c.1905.

Cian, el hijo de Dian Cecht de los Tuatha Dé Danann, es más conocido como el padre de Lugh junto con la princesa fomoriana Ethniu.

## Historia
Nació con saco amniótico intacto en su cabeza, y cuando era muchacho se le pegó con la varita de un druida y eso le convirtió en un cerdo. Después de eso se podía transformar en cerdo a voluntad. En otras versiones se podía transformar en perro. 
Según una profecía, Balor, el rey de los Fomoré, debía ser matado por su nieto. Encerró a su hija, Ethniu, en una torre hecha de cristal para evitar que quedase embarazada. Sin embargo, Cian, con la ayuda de la druida Birog, consiguió entrar en la torre. Ethniu pronto dio a luz a tres hijos. Balor los lanzó en el océano, y dos se ahogaron o se convirtieron en focas, pero uno, Lugh, fue salvado por Birog y se le hizo hijo adoptivo de Manannan mac Lir. Según una versión de la leyenda, Cian sedujo a Ethniu en venganza después del robo de su vaca por Balor.
Cian fue matado por los hijos de Tuireann, Brian, Iuchar e Iucharba, después de intentar sin éxito escaparse de ellos bajo la forma de cerdo. Lugh les fijó una serie de búsquedas aparentemente imposibles como indemnización. Las alcanzaron todas, pero fueron fatalmente heridos en la realización de la última. A pesar de las súplicas de Tuireann, Lugh les negó el uso de uno de los artículos que habían recuperado, una piel de cerdo mágica que curaba todas las heridas. Murieron a causa de estas, y Tuireann murió de pena sobre sus cuerpos.
El nombre Cian se nombra también en la Historia Brittonum de Nennius como un temprano poeta Galés contemporáneo de Aneirin y Taliesin (antes del 1100).